# Радич, Душан
Ду́шан Ра́дич (серб. Душан Радић, хорв. Dušan Radić; 10 апреля 1929, Сомбор, Королевство сербов, хорватов и словенцев, ныне Сербия — 3 апреля 2010, Белград) — сербский композитор и педагог.

## Биография
Родился в Сомборе, переехал в Белград в 1941 году, где обучался в Музыкальной школе имени Станковича. Он поступил в Белградскую академию музыки (сейчас Университет искусств в Белграде) в 1946 году, где был учеником Миленко Живковича. С 1957 года учился в Париже у Дариюса Мийо и Оливье Мессиана. С 1949 — член Союза композиторов Сербии. С 1954 — преподаватель, а с 1979 — профессор (композиция) Академия искусств при Университете (Нови-Сад). С 1972 — академик Сербской академии наук и искусств. Автор вокально-инструментальных сочинений. Писал музыку к кинофильмам.

## Избранная фильмография
- 1962 — Сибирская леди Макбет (по мотивам повести Николая Лескова «Леди Макбет Мценского уезда», реж. Анджей Вайда)
- 1963 — Корабли викингов
- 1965 — Проверено — мин нет
- 1965 — Чингисхан

## Сочинения
- кантата «В ожидании Марии» / У очекивању Марије (по «Облаку в штанах» В. В. Маяковского, 1955)
- кантата «Земля людей» / Усправна земља 1955)
- кантата «Сельские сцены» / Опседнута ведрина (1956)
- кантата «Башня черепов»[1] / Ћеле кула (1957)
- балет / Балада о месецу луталици (1957)
- опера «Любовь — главный закон» / Љубав то је главна ствар (1962)

## Награды
- 1954 — премия Союза композиторов Сербии
- 1959 — Октябрьская премия города Белград
- 1972 — премия имени Петара Конёвича